# Vapentröja

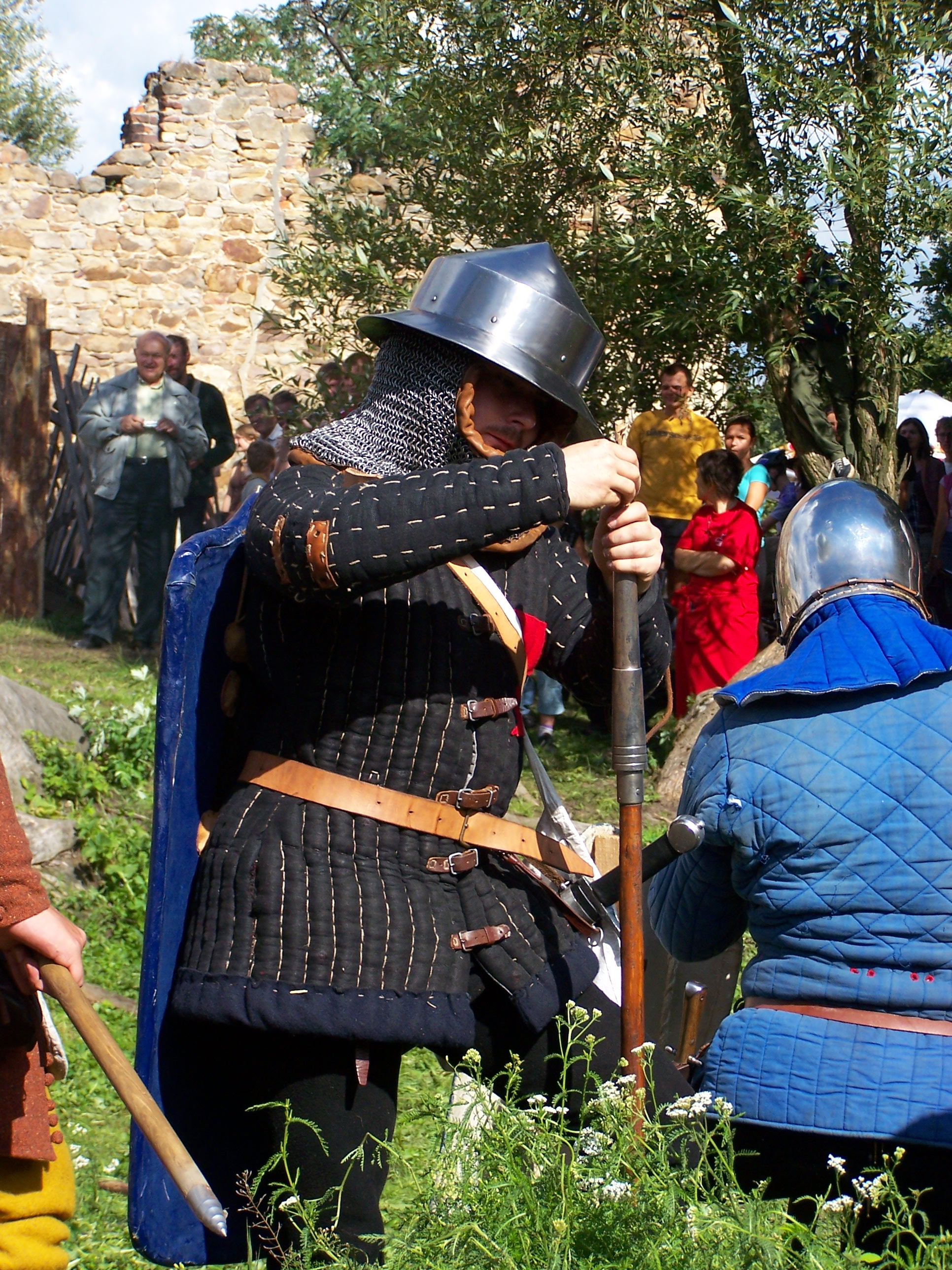
Svart vapentröja med lodrät stickning och blå vapentröja med rutmönstrad stickning. Personen i blått har även en vadderad huva under sin hjälm. Reenactare i Polen.

Vapentröja (fornsvenska: vapnetrøia, fornvästnordiska: vápntreyja, fornfranska: gambeson) eller tygpansar är ett vadderat livplagg som bars under olika typer av rustning för att ta upp kraften i de vapen, exempelvis svärd och pilar, som bäraren utsattes för. För den som inte hade tillgång till en rustning av metall kunde vapentröjan användas i strid även för sig självt, då det tjocka plagget kunde skydda mot t.ex. svärdshugg.  
Ett vanligt sätt att konstruera en vapentröja var att sy ett plagg av flera lager kraftigt tyg, ofta linne och sedan sy genom tyglagren så att plagget fick ett randigt eller rutigt utseende.

## Bilder

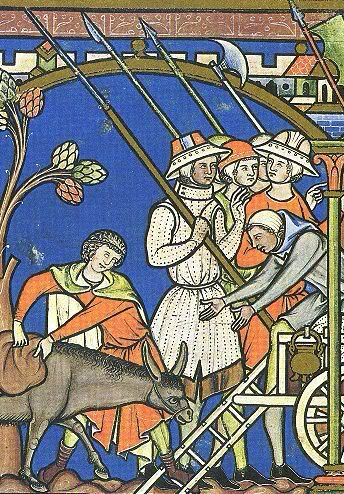
Bild från 1200-talet av en soldat med vapentröja.
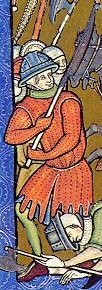
Bild från 1200-talet av en soldat med vapentröja.
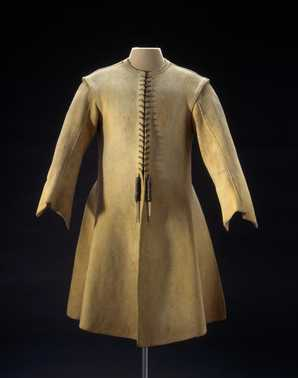
Vapentröja från cirka 1660–1670 ur Utrechts centralmuseums samlingar.
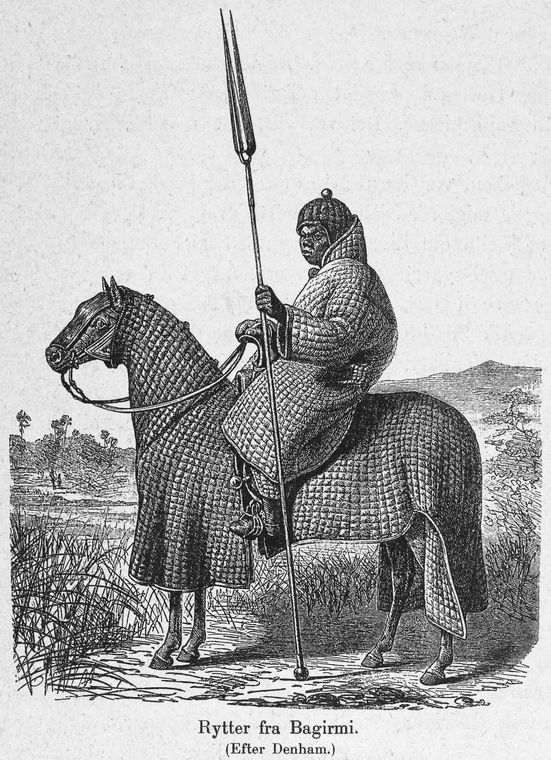
Bagirminsk ryttare och springare i tygpansar, 1901.